# Jürgen Rumor
Jürgen Rumor (* 19. Februar 1945 in Bergneustadt) ist ein ehemaliger deutscher Fußballspieler. Der Defensivspieler hat bei den Vereinen 1. FC Köln, 1. FC Kaiserslautern, Hertha BSC und Tennis Borussia Berlin von 1963 bis 1975 insgesamt 163 Ligaspiele absolviert und zehn Tore erzielt.

## Karriere
Jürgen Rumor spielte als Jugendlicher in mehreren Auswahlmannschaften und wurde im Frühjahr 1963 als A-Junior des 1. FC Köln auch in die deutsche Jugendnationalmannschaft berufen. Er bestritt die zwei Qualifikationsspiele im Februar/März gegen Österreich (2:1, 2:2 n. V.) und im April die drei Gruppenspiele im UEFA-Juniorenturnier gegen Griechenland (2:7), Schottland (2:1) und die Schweiz (2:1). Die DFB-Talente traten jeweils mit der Läuferreihe Rumor, Ferdinand Heidkamp und Uwe Kleina an und im Angriff waren Helmut Sandmann, Klaus Zaczyk, Udo Glaser, Willi Dürrschnabel und Günter Netzer unterwegs gewesen. Das Abwehrtalent wurde zur Gründung der Fußball-Bundesliga im Sommer 1963 in den Profikader des 1. FC Köln aufgenommen. Köln gewann die erste Meisterschaft der Liga, Rumor war allerdings zu keinem Einsatz gekommen. An den Defensivkönnern Leo Wilden, Anton Regh, Fritz Pott, Matthias Hemmersbach und Wolfgang Weber war er in seinem ersten Seniorenjahr noch nicht vorbeigekommen. Im Halbfinalrückspiel um den Messepokal am 29. April 1964 beim CF Valencia lief er aber bei der 0:2-Niederlage für das Team von Trainer Georg Knöpfle auf. Auch im DFB-Pokal kam er am 20. Mai 1964 bei der 2:4-Auswärtsniederlage bei Hertha BSC zu einem Einsatz. Rumor debütierte am fünften Spieltag der zweiten Bundesligasaison, 1964/65, den 19. September 1964, bei einem 4:2-Heimerfolg gegen den späteren Überraschungsmeister SV Werder Bremen, in der Bundesliga. Gemeinsam mit Torhüter Toni Schumacher, den Verteidigern Fritz Pott und Toni Regh, stellte er mit Wolfgang Weber und Matthias Hemmersbach die Defensive des Titelverteidigers. Im Lauf der Runde kamen noch weitere elf Bundesligaeinsätze hinzu. Bei der Vizemeisterschaft des 1. FC Köln 1964/65 hat Rumor in 12 Spielen mitgewirkt und er kam auch im Europapokal der Landesmeister für den FC in den Spielen gegen Partizan Tirana (2:0) und Panathinaikos Athen (1:1, 2:1) im November 1964 zum Einsatz. Von 1964 bis 1968 kam der Abwehrspieler insgesamt zu 56 Ligaspielen (1 Tor). Als der 1. FC Köln 1968 den DFB-Pokal gewann, hatte er Einsätze in der 1. Runde (FC Homburg, 4:1) und im Halbfinale am 3. Mai 1968 gegen Borussia Dortmund (3:0), wo er in der 80. Minute von Trainer Willy Multhaup für Heinz Flohe eingewechselt wurde. In seiner Zeit beim 1. FC Köln wurde er am 16. November 1966 außerdem einmal vom DFB zur Juniorennationalmannschaft U 23 berufen. Beim 1:1-Remis in Bukarest gegen Rumänien wurde er für Gerhard Elfert eingewechselt und bildete dann zusammen mit Torhüter Norbert Nigbur, den Verteidigern Heinz Wittmann und Berti Vogts, sowie Michael Bella und Rudolf Assauer die deutsche Abwehrformation.
Zur Saison 1968/69 wurde er vom 1. FC Kaiserslautern verpflichtet, er wechselte von der Domstadt am Rhein in die Pfalz. Neben Rumor kam auch noch Jürgen Friedrich von Eintracht Frankfurt an den Betzenberg zur Mannschaft von Trainer Egon Piechaczek. Am Rundenstarttag, den 17. August 1968, debütierten die zwei Neuzugänge bei einer 0:2-Auswärtsniederlage beim FC Bayern München in der Bundesligamannschaft der „Roten Teufel“. Am Rundenende konnte der Klassenverbleib mit 30:38 Punkten knapp vollzogen werden. Überraschenderweise stieg der Meister des Jahres 1968, der 1. FC Nürnberg mit 29:39 Punkten in die Regionalliga Süd ab. Rumor hatte in 33 Spielen (1 Tor) mitgeholfen, dass der FCK ein weiteres Jahr Bundesligafußball erleben durfte. Trainer Piechaczek wurde aber ab dem 7. Mai 1969 durch Dietrich Weise abgelöst. Daran konnte auch das Vordringen im DFB-Pokal bis in das Halbfinale nichts ändern. Rumor war in allen Pokalspielen gegen den FC Freiburg (1:0), Eintracht Frankfurt (1:0), SV Werder Bremen (3:0) und den zwei Spielen im Halbfinale gegen den FC Schalke 04 für Lautern im Einsatz gewesen. Im Wiederholungsspiel am 13. Mai 1969 verlor der FCK das Halbfinale mit 1:3 in Schalke. Auch in der Intertoto-Runde vom 28. Juni bis 2. August 1969 hatte Rumor die Farben des FCK gegen Malmö FF, Olympique Marseille und Servette Genf vertreten. Er erfüllte die Erwartungen in Kaiserslautern und schaffte den Sprung zum Bundesligastammspieler.
In seinem zweiten Jahr in Kaiserslautern, 1969/70, kehrte Trainer Gyula Lóránt zurück und die drei Neuzugänge Klaus Ackermann, Fritz Fuchs und Dieter Krafczyk verstärkten den Spielerkader, der aber insbesondere durch das Bundesligadebüt des jungen Seppl Pirrung nach zweijähriger Leidenszeit, einen enormen Auftrieb erhalten hatte. Kaiserslautern belegte mit 32:36 Punkten den 10. Rang und Rumor hatte in 30 Ligaeinsätzen zwei Tore erzielt.
1970 wechselte Rumor nach Berlin zum Bundesligadritten, zu Hertha BSC und erreichte mit der Hertha ebenfalls 1970/71 den 3. Platz in der Bundesliga. Leider gehörte er zu den Spielern, die am Bundesliga-Skandal 1971 beteiligt waren. Dafür wurde er mit einer lebenslangen Sperre und einer Geldbuße in Höhe von 15.000 DM bestraft. Die Sperre trat am 23. Januar 1972 in Kraft, am 26. November 1973 wurde er jedoch begnadigt. Wenige Monate vor dem Skandal hatte Rumor eine chemische Reinigung in Berlin als zweites berufliches Standbein übernommen, das er danach ausbaute. Nach seiner Sperre folgte er einer Anfrage des Zweitligisten (Regionalliga) Tennis Borussia Berlin, mit dem er in die Bundesliga aufstieg. Im vorletzten Spiel der Aufstiegsrunde gegen den FC St. Pauli, das mit einem 2:0-Sieg den Aufstieg perfekt machte, zog sich Rumor eine schwere Meniskusverletzung zu. Nachdem er in der folgenden Saison aufgrund der Verletzung erst wieder zum Ende der Vorrunde zum Einsatz gekommen war, war er in der Rückrunde Stammspieler und Kapitän und erzielte sechs Tore. Den Abstieg des Vereins in die inzwischen gegründete 2. Bundesliga konnte er indes nicht verhindern. Nach der Saison beendete er endgültig seine Profikarriere. Insgesamt spielte Rumor 163 Mal in der Bundesliga und erzielte 10 Tore.
Später arbeitete Rumor in einer Spielbank am Potsdamer Platz in Berlin.

## Erfolge
- Deutscher Meister: 1964 (ohne Einsatz)
- Deutscher Vize-Meister: 1965
- DFB-Pokalsieger: 1968